# Березовки
Березовки — обезлюдевшая деревня Ивняковского сельского поселения Ярославского района Ярославской области.

## География
Находилась на правом берегу реки Которосль между деревня Сабельницы и Осовые.

## История
В 2006 году деревня вошла в состав Ивняковского сельского поселения образованного в результате слияния Ивняковского и Бекреневского сельсоветов.

## Население
| 2007 | 2010 |
| ---- | ---- |
| 1    | ↗5   |

### Историческая численность населения
По состоянию на 1859 год в деревне было 7 домов и проживало 34 человека.
По состоянию на 1989 год в деревне не было постоянного населения.
На спутниковых снимках 2003 года в деревне не было ни одного дома.

## Транспорт
Березовки располагалась в 2 км от Сабельниц. До деревни идёт дорога через сельскохозяйственные поля.